# Adam (molen)
De Adam is een korenmolen en voorheen ook pelmolen in Delfzijl in de Nederlandse provincie Groningen.
Oorspronkelijk stond de Adam samen met de Eva als poldermolen in de omgeving van Bedum. in 1818 verhuisde de Eva naar Usquert, waar de opvolger van deze Eva nog altijd staat. De Adam werd eerst in Bedum zelf als pelmolen herbouwd en werd daar weer afgebroken en in 1875 in Delfzijl als koren- en pelmolen herbouwd. De molen raakte na de Tweede Wereldoorlog buiten gebruik, het pelwerk werd in deze periode uit de molen gesloopt, en werd in 1954 aan de gemeente Delfzijl verkocht. Na restauratie eind jaren vijftig werd de molen als 'Museum Molen Adam' in gebruik genomen. De onderbouw doet nog steeds dienst als expositieruimte voor schilderijen.